# Parafia św. Jana Chrzciciela w Nowym Bystrym
Parafia św. Jana Chrzciciela w Nowym Bystrym – parafia należąca do dekanatu Czarny Dunajec archidiecezji krakowskiej. Swoim zasięgiem obejmuje Nowe Bystre oraz część Ratułowa.

## Kościół parafialny
Pierwsza decyzja o budowie kościoła zapadła w 1868 roku, kiedy mieszkańcy zadeklarowali udostępnienie terenu pod budowę. W 1879 roku kościół został poświęcony, dokonałe tego dziekan nowotarski, ksiądz Franciszek Chwistka. Pierwszym proboszczem był ksiądz Michał Czerwiński, pełnił tę funkcję od 1909 do 1950 roku.
We wnętrzu kościoła znajduje się dziewięć witraży, cztery ołtarze, chrzcielnica z przełomu XIX i XX wieku, drewniana ambona, prawdopodobnie z XVIII wieku oraz 10-głosowe organy z 1911 roku.
Wieża kościelna ma wysokość 25 metrów. Zawieszono w niej trzy dzwony. Obecne pochodzą z 1947 roku, wcześniejsze zostały w 1942 roku skradzone przez Niemców.

## Cmentarz
Na początku XX wieku na pierwszym cmentarzu parafialnym zabrakło miejsc do grzebania. W 1912 roku podjęto starania o założenie nowego cmentarza, który poświęcono w 1915 roku. Kolejnych poszerzeń terenu nekropolii dokonano w 1971 i 1994 roku. W 2001 roku zbudowano grobowiec, w którym złożono poprzednich proboszczów parafii: ks. kanonika Michała Czerwińskiego i ks. kanonika Stanisława Gacka (proboszcz od 1971 do 2001 roku).